# Carniti
La Carniti è stata un'azienda italiana che produceva motori fuoribordo. Ha avuto una serie di marchi commerciali, fra i quali la stilizzazione maiuscola di una "C", e - negli anni sessanta -  una successione di loghi per le diverse collezioni di motori prodotti, quali un simbolo ibrido con la testa di cavallo e la coda di pesce o la stilizzazione di un'elica, inserita in un cerchio, con al centro la lettera "c" . Dal 1975 si è trasformata in  Omab (Officine Meccaniche Alta Brianza) - Carniti, cessando definitivamente le attività nel 1979.

## Storia
Nacque nel 1953, ad Oggiono (Como), come spin off dell'omonima impresa dedicata alla meccanica per l'industria tessile, fondata nel 1923 da Arturo Carniti con il nome di "Meccaniche Tessili Oggionesi Magnoni e Carniti".
All'inizio degli anni cinquanta, infatti, mutata l'azienda in Società per Azioni con nome "Carniti & C. - officine fonderie meccaniche tessili oggionesi", il proprietario,   decise di affiancare alla propria produzione storica, anche la progettazione e costruzione di parti meccaniche per ciclomotori e motori marini, passando poi alla produzione di motori completi a proprio marchio. Per far questo strinse un accordo con Pietro Vassena, produttore di piccole dimensioni ma prolifico inventore; aveva infatti, già nel primo dopoguerra, creato il primo fuoribordo italiano e progettato motocicli. Vassena aveva aperto, fin dal 1923, una propria officina, creando diversi prototipi ed esemplari innovativi in entrambe le tipologie; avrebbe quindi apportato alla Carniti sia il proprio archivio che il proprio talento.
E così fu. La produzione di ciclomotori e motocicli ebbe però vita breve, iniziando e terminando entro il decennio, sulla base di progetti e meccaniche già collaudate da Vassena; il modello "automotoscooter bersagliera" di 175 cc a cilindri contrapposti, con la prima trasmissione variomatic, la 150cc "faro girevole", oltre ad altri prototipi di scooter con carena disegnata dalla Ghia, sono alcuni degli esempi delle creazioni della collaborazione.

### Gli anni cinquanta
Al contrario del ramo motociclistico, nel quale la Carniti temeva la concorrenza di altre grandi aziende e, soprattutto, l'arrivo della motorizzazione automobilistica, l'attività di costruttore marino ebbe maggior e più estesa fortuna. L'inizio può essere fatto coincidere con l'anno 1953, quando il marchio "Elios" - già utilizzato da Vassena - nonché i brevetti ed i sistemi di montaggio dei motori da questo prodotti, tutti di piccola cilindrata, vennero utilizzate da Carniti. In questo modo, il settore dei fuoribordo a bassi cavalli poté essere pronto, con alcune modifiche di meccanica ed estetica, per esser presentato da Carniti al Salone Nautico della Fiera di Milano del 1953, dove vennero esposti dalla "Officine Fonderie A Carniti & C" con il marchio "F.B. Elios" e con identificativi numerici (Modello 50, 80, 160).
Già l'anno successivo, però, gli stessi motori furono riprogettati e ripresentati con nuovi nomi (il Calabrone da 4 hp, la Libellula da 2.5 hp, lo Storione da 10hp e lo Zephir, questi ultimi due bicilindrici), nuovi colori e grafiche, ed a marchio Carniti, al medesimo evento. La ricerca e sviluppo poté quindi concentrarsi a coprire il vuoto presente nelle medie ed alte cilindrate, che promettevano una buona vendibilità futura. Così vennero elaborati motori da 22hp fino a 50hp, offrendo inizialmente una garanzia di 6 mesi, pratica innovativa sul mercato. Le prove ed i test venivano effettuate soprattutto sul lago di Auronzo.

### Gli anni sessanta
Nel 1960 Carniti, divenuta di fatto una realtà industriale a sé stante, con sede legale ad Oggiono in viale Vittoria 12, e stabilimenti installati all'interno dell'area dell'azienda, già presenti in via Roma, si poneva fra i produttori rilevanti, a livello nazionale, di motori marini.  Si dotò, fra le prime, di un proprio centro meccanografico a schede perforate, e di una rete di concessionari in tutta Europa. Le nuove necessità, oltre a ridefinire le linee produttive e la filiera, fecero abbandonare il lago di Auronzo, optando per una nuova sede per i test, maggiormente adatta ad un utilizzo maggiore: la darsena in località Cà Bianca, sul Lago di Oggiono, adatta anche per i motori e i battelli da competizione. La stessa gamma venne ampliata a livello di cilindrate, ponendo fuori produzione i vecchi progetti, sostituiti con nuovi 3hp, e inserendo nuovi motori di 30 hp - pensati per la pratica dello sci nautico -  e 40 hp, fino a innalzare il top di gamma a un 80 hp 4 cilindri con canne in alluminio cromato; quest'ultima soluzione permetteva di utilizzare, come nel mondo motociclistico, una miscela a percentuale di olio ridottissima, che - negli sviluppi del progetto - scenderà fino all'1%.
Fu fra le prime aziende a innalzare la garanzia sui propri motori a un anno quando, nel 1965, la gamma - ampliata anche ai motori a gambo lungo - si estendeva dal 4 CV al 50 CV.
Utilizzò - fra le prime -  le carene in vetroresina, e - per le piccole cilindrate - i serbatoi direttamente integrati dentro le cupole del motore. L'accensione dei motori a doppio stadio, l'alimentazione a più carburatori, introdotte nell'evoluzione dei motori, rendevano l'erogazione più stabile e più sicura, anche in caso d'intemperie. Un progetto di idrogetto, con motore interno allo scafo, non andrà in produzione ma servirà come base per i motori del decennio successivo. Alla fine degli anni sessanta, per soddisfare il mercato del Sud Africa, i progettisti crearono anche tre modelli di fuoribordo diesel, di scarso successo in Europa, oltre a un 3hp in scatola di montaggio.

### Gli anni settanta
Nel 1970 la Carniti raggiunse il pieno della propria espansione, con una produzione annua di 10.000 motori, per una gamma che spaziava dai 3 ai 110 hp, di cui il 60% destinati alla domanda di altri paesi. I 13 modelli, seppure costruiti intorno a poche "basi" comuni (la Carniti era stata la prima azienda a introdurre il 3 cilindri per i motori di gamma media, inserendo tale gruppo termico fra i 2 ed i 4 cilindri, impiegati rispettivamente per le piccole ed alte cilindrate), erano interamente costruiti, compresi i pezzi, in house. Questo permetteva l'immediata disponibilità dei ricambi. La ricerca e sviluppo continuava ad essere volta alla sperimentazione di idee quali il motore a pistone rotativo e la turbina, mai prodotte in serie.
Sfruttando la moda della mobilità in mare per divertimento, a cui aspiravano anche le persone di classe media, la Carniti creò una linea di motori adatti a chi, pur non in possesso di patente, e non esperto, volesse un motore da abbinare a piccole imbarcazioni o ai gommoni, all'epoca in piena voga, per impiegarli pochi giorni l'anno. Nacque così la linea "jet", con piedi a turbina idrogetto e possibilità di freno a deflettore, per garantire a sicurezza e manovrabilità anche in acqua basse, e con potenza di 15 e 25 cavalli.
Nella prima metà degli anni settanta, una profonda crisi colpì il settore tessile, interessando la casa madre, ancora dedita alla produzione di macchinari tessili. La situazione aziendale non permise di limitare i danni senza intaccare l'intera azienda. Così, di riflesso, lo stress finanziario investì anche il settore della meccanica nautica, priva delle risorse e delle dimensioni per resistere a un'improvvisa instabilità. Se la Carniti tessile - che occupava seicento operai -  dovette, nell'aprile del 1975, pensare al licenziamento di molti di loro, sorte identica sarebbe spettata ai 200 dipendenti impiegati nel settore marino. Nonostante la salute del comparto produttivo (al momento della crisi, 2500 motori erano stati appena richiesti dal mercato francese), non era infatti possibile proseguire nell'attività.
Si cercò quindi di svincolare e separare le due realtà come differenti rami d'azienda. Per quanto concerne il comparto marino, dopo un periodo di stop, e a seguito di un intervento del CIPE, questo poté riprendere - nel settembre del 1975 - la produzione sotto il nuovo nome aziendale di O.m.a.b. (Officine Meccaniche Alta Brianza) s.p.a. e trasformando "Motori Carniti" nel marchio che continuò a poter essere impresso sulle scocche, in modo da non vanificare il richiamo che il brand aveva nel pubblico; anche questa nuova realtà, complice le conseguenze dello stop in un mercato internazionale altamente competitivo e concorrenziale, già dominato da grandi produttori quali Evinrude e Mercury, non poté investire in progetti nuovi. L'assemblaggio dei motori - considerati dal pubblico della fine degli anni settanta oramai superati - riprese a ritmo ridotto, salvo poi cessare definitivamente nel 1979. L'azienda venne poi  - formalmente - liquidata nel 1980.
Gran parte dei capannoni venne abbandonata e demolita a metà degli anni ottanta, per lasciar spazio a nuovi immobili di tipo industriale, con parziale recupero di quelli rimanenti.

## Competizioni
Puntando molto sul feedback che poteva provenire dai successi sportivi, Sergio Carniti ed Angelo Vassena stessi - figli dei due fondatori - parteciparono a diverse gare, montando i motori - sia di serie, che adeguatamente modificati - a scafi e gommoni ad hoc, quali i Bisiluro Pennati e i Domar.
Lo studio di soluzioni sempre nuove, attraverso prototipi spesso poi non commerciati, permetteva infatti di testare in condizioni di sforzo i diversi propulsori. trasferendo le migliori innovazioni nella produzione di serie. Un caso è il 6 cilindri contrapposto da 1500 cc e 120 HP con accensione - per la prima volta - elettronica; presentato nel 1967 alla Fiera di Milano, e alimentato da 6 carburatori, era - all'epoca - il fuoribordo più potente del mondo. Al pari del successivo 1650cc del 1969 non entrerà - però - mai in produzione, pur partecipando ad alcune competizioni.
Vittoriosa la Carniti nel 1965 della categoria turismo - sia in Italia che in Francia -  ed aggiudicatasi la 6 Ore di Parigi e la 6 Ore di Milano, nonché la Pavia-Venezia, nel 1967 conquistò anche la 100 km di Roma su battello Attaque, spinto da un motore di 50 HP.
Avrebbe, tre anni dopo, insediato con successo l'intero podio della 24 di Chasewater. Questa continua attività portò alla formazione, ad Oggiono, di una vera e propria scuola di piloti, che avrebbe poi continuato il proprio percorso sotto altri marchi e sponsor: dagli inglesi Williams e Wilson, ai francesi Masurier, Jousseaume, Antognini fino agli italiani Buzzi, Gioffredi, Baggioli, Redaelli, Panzeri.
Con il peggiorare della situazione economica, l'attività sportiva ufficiale fu dapprima sospesa e poi interrotta, anche se qualche motore fu impiegato da piloti privati.
Ancora oggi alcuni piloti si cimentano a partecipare a gare storiche di motonautica con questi motori.